# Sân bay quốc tế Antonio B. Won Pat
Sân bay quốc tế Antonio B. Won Pat (IATA: GUM, ICAO: PGUM), cũng gọi là  Sân bay quốc tế Guam, là một sân bay nằm trong hai khu tự quản Tamuning và Barrigada, cách thủ phủ Hagåtña (tên trước đây là Agana) thuộc lãnh thổ Guam của Hoa Kỳ 3 dặm về phía đông. Tên sân bay được đặt tên của Antonio Borja Won Pat, một đại biểu đầu tiên của Guam tại Hạ viện Hoa Kỳ. Cơ quan quản lý của sân bay này là Cục Sân bay quốc tế  A.B. Won Pat Guam (GIAA), một cơ quan thuộc chính phủ Guam.
Sân bay này là trung tâm hoạt động của hãng hàng không  Continental Micronesia và hãng hàng không vận tải hàng hóa Asia Pacific Airlines.

## Các hãng hàng không và các điểm đến
- All Nippon Airways (Osaka-Kansai)
- China Airlines (Đài Bắc-Taiwan Taoyuan)
- Continental Airlines
  - Continental Micronesia (Cairns, Chuuk, Denpasar/Bali, Fukuoka, Hiroshima, Hong Kong, Honolulu, Koror, Kosrae, Kwajalein, Majuro [seasonal], Manila, Nagoya-Centrair, Niigata, Okayama, Osaka-Kansai, Palau, Pohnpei, Saipan, Sapporo-Chitose, Sendai, Seoul-Incheon, Tokyo-Narita, Yap)
  - Cape Air (Rota, Tây Ban Nha)
- Freedom Air (Rota,Saipan)
- Japan Airlines
  - JALways (Nagoya-Centrair, Osaka-Kansai, Tokyo-Narita)
- Korean Air (Seoul-Incheon)
- Northwest Airlines (Osaka-Kansai, Tokyo-Narita)
- Philippine Airlines (Manila)